# Aureli Vila i Gómez
Aureli Vila i Gómez (Barcelona, 17 de gener del 1942 - 6 d'abril del 1994) va ser músic, instrumentista de viola i tenora principalment, i professor de música.

## Biografia
Fill i germà de músics (Aubel Vila i Guitart, fundador de la "Cobla Comtal" i Jordi Vila i Gómez, respectivament), aprengué a tocar la tenora, els saxòfons (premi d'honor del Conservatori Municipal de Música de Barcelona el 1958) tenor i alt, el violí i la viola. L'any 1974 es va establir a Barcelona després d'una intensa activitat internacional. Va ser viola solista de l'orquestra del Gran Teatre del Liceu i el 1986 catedràtic del mateix instrument al conservatori del Liceu. Tocà a la Cobla Municipal Ciutat de Barcelona de primer tenora (almenys entre el 1976 i el 1983) i la dirigí entre el 1982 i el 1984; en aquesta cobla feu l'experiència de tocar amb una tenora metàl·lica, com havia fet en Josep Coll trenta anys abans. Havia tocat en altres cobles.
Va estrenar el 1985 juntament amb Mary Ruiz-Casaux la Sonata per a viola i piano Op.28 de Salvador Brotons a l'Auditori de la Fundació Juan March a Madrid.
En l'any 1974 formà part de l'acompanyament de Joan Manuel Serrat en un seguit de recitals al Palau de la Música Catalana, i cinc anys més tard formava part del conjunt que secundà Quico Pi de la Serra i Maria del Mar Bonet en un cicle al teatre Romea; en ambdues ocasions la premsa en destacà la variada gamma d'instruments que tocava el mestre Vila. En el 1977 tocà amb l'Orquestra Ciutat de Barcelona i, formà part del Quartet Sonor (fundat el 1968) entre -com a mínim- el 1977 (homenatge al mestre Zamacois) i el 1989 (segons documentació). En els anys 1985 i 1986 formà un actiu duet de viola i piano amb Mary R. Casaux.
A banda de transcriure moltes sardanes i altres peces de música per a cobla per ser interpretades per orquestra de corda compongué les sardanes La Carme i en Josep (1958) i En Pau Farinetes. També fou autor de la música original de la pel·lícula de Ventura Pons, Ocaña, retrat intermitent (1978). Arranjà els sis sonatins i sis cançons d'Eduard Toldrà per a l'Orquestra de Cambra de l'Empordà (1991).
A Vallirana, on residí, fundà una escola de música que continuen la seva vídua i les seves filles. L'ajuntament de la població celebra cada desembre el concert Memorial Aureli Vila, i el 2004 aprovà el projecte de l'"Escola Municipal de Música Aureli Vila".